# Bâldana, Dâmbovița
Bâldana este un sat în comuna Tărtășești din județul Dâmbovița, Muntenia, România.
La sfârșitul secolului al XIX-lea, satul Bâldana constituia o comună de sine stătătoare (denumită Bâldana, și anterior, înainte de 1815, Moșneanu), în plasa Ialomița a județului Dâmbovița, ea fiind formată din satele Bâldana și Fundata, cu 748 de locuitori și 210 case. Aici funcționau o școală înființată în 1896 și două biserici — una în satul Fundata și una a mănăstirii Bâldana.
În 1925, Anuarul Socec consemnează comuna Bâldana cu 1950 de locuitori în satele Bâldana, Fundata și Priseaca, ea fiind arondată plășii Ghergani a aceluiași județ. În 1931, satul Priseaca era consemnat cu numele de Țepeș-Vodă.
În 1950, comuna a fost transferată raionului Răcari din regiunea București. În 1968, la revenirea la organizarea administrativă pe județe, ea a trecut la județul Ilfov și a fost imediat desființată și inclusă în comuna Tărtășești. Tot atunci, satele Țepeș-Vodă și Fundata au fost și ele desființate și integrate în satul Bâldana. În 1981, în urma unei reorganizări administrative regionale, comuna a revenit la județul Dâmbovița.